# قسیل پایین
قسیل پایین (به لاتین: Aşağı Qəsil) یک منطقه مسکونی در جمهوری آذربایجان است که در شهرستان آق‌داش واقع شده است.